# Айзек Донкор
Айзек Донкор (англ. Isaac Donkor, нар. 15 серпня 1995, Кумасі) — ганський футболіст, захисник румунського «КС Університатя».

## Клубна кар'єра
Народився 15 серпня 1995 року в місті Кумасі. Вихованець юнацьких команд футбольних клубів «Падова» та «Інтернаціонале».
У дорослому футболі дебютував 22 листопада 2012 року у грі «Інтера» проти казанського «Рубіна» в рамках Ліги Європи. Пробитися до основи міланського клубу ганцю не вдалося і 2015 року він був відданий в оренду до «Барі», а ще за рік — до іншого друголігового клубу, «Авелліно».
Згодом у його кар'єрі була «Чезена», а 2018 року він уклав контракт з румунською «КС Університатя».

## Виступи за збірні
2011 року дебютував у складі юнацької збірної Гани, взяв участь у 9 іграх на юнацькому рівні.
2013 року залучався до складу молодіжної збірної Гани. На молодіжному рівні зіграв в одному офіційному матчі.